# مانشستر باي ذا سي (ماساتشوستس)
مانتشستر باي ذ سي (ماساتشوستس) (بالإنجليزية: Manchester-by-the-Sea, Massachusetts)‏ هي معلم جغرافي تقع في الولايات المتحدة في مقاطعة إسكس. يقدر عدد سكانها بـ 5,136 نسمة ومساحتها 47.3 كم2 ووترتفع عن سطح البحر 9 متر.

## معرض صور

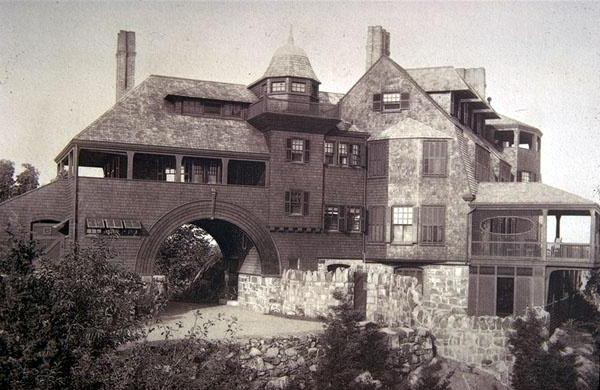
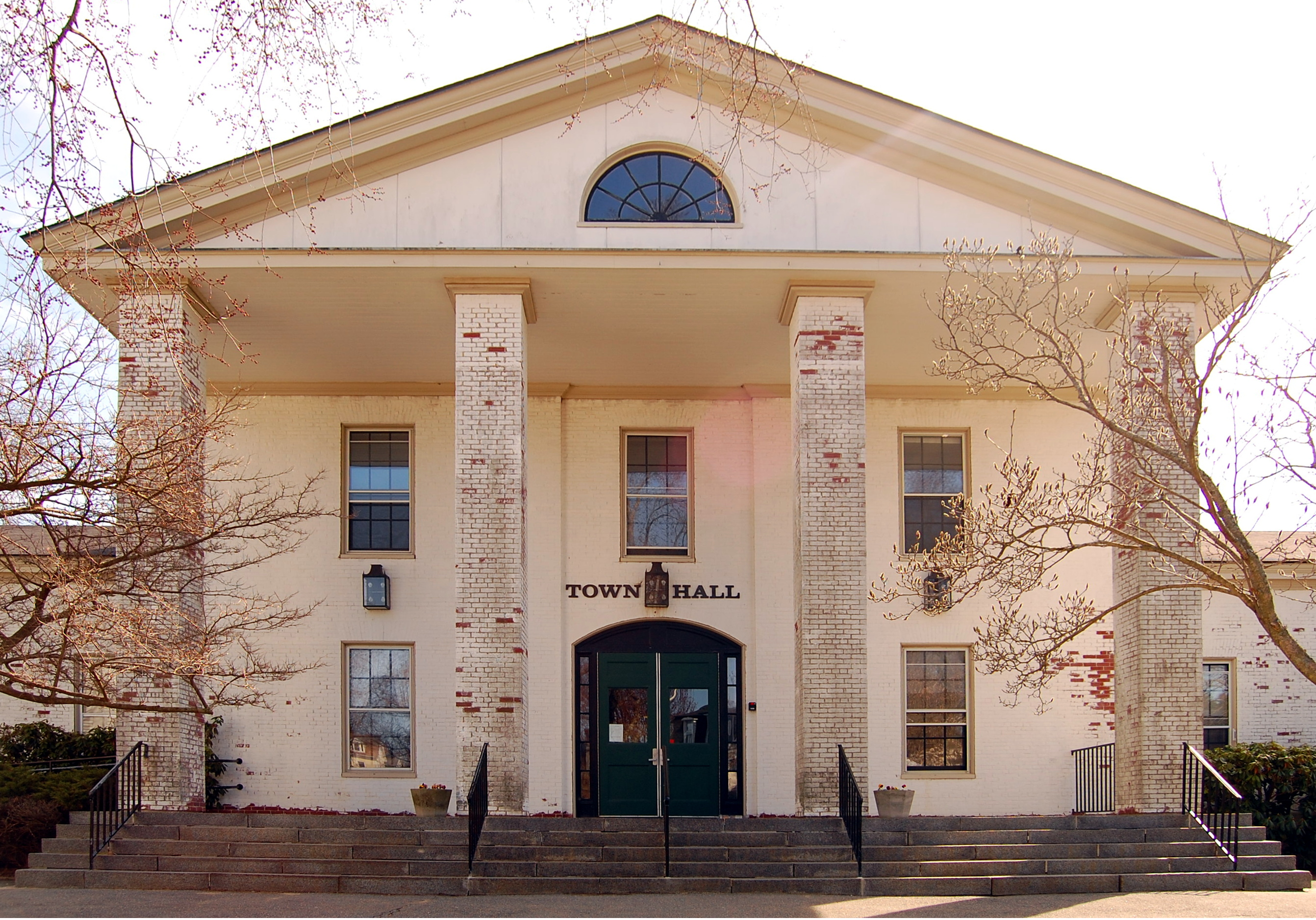
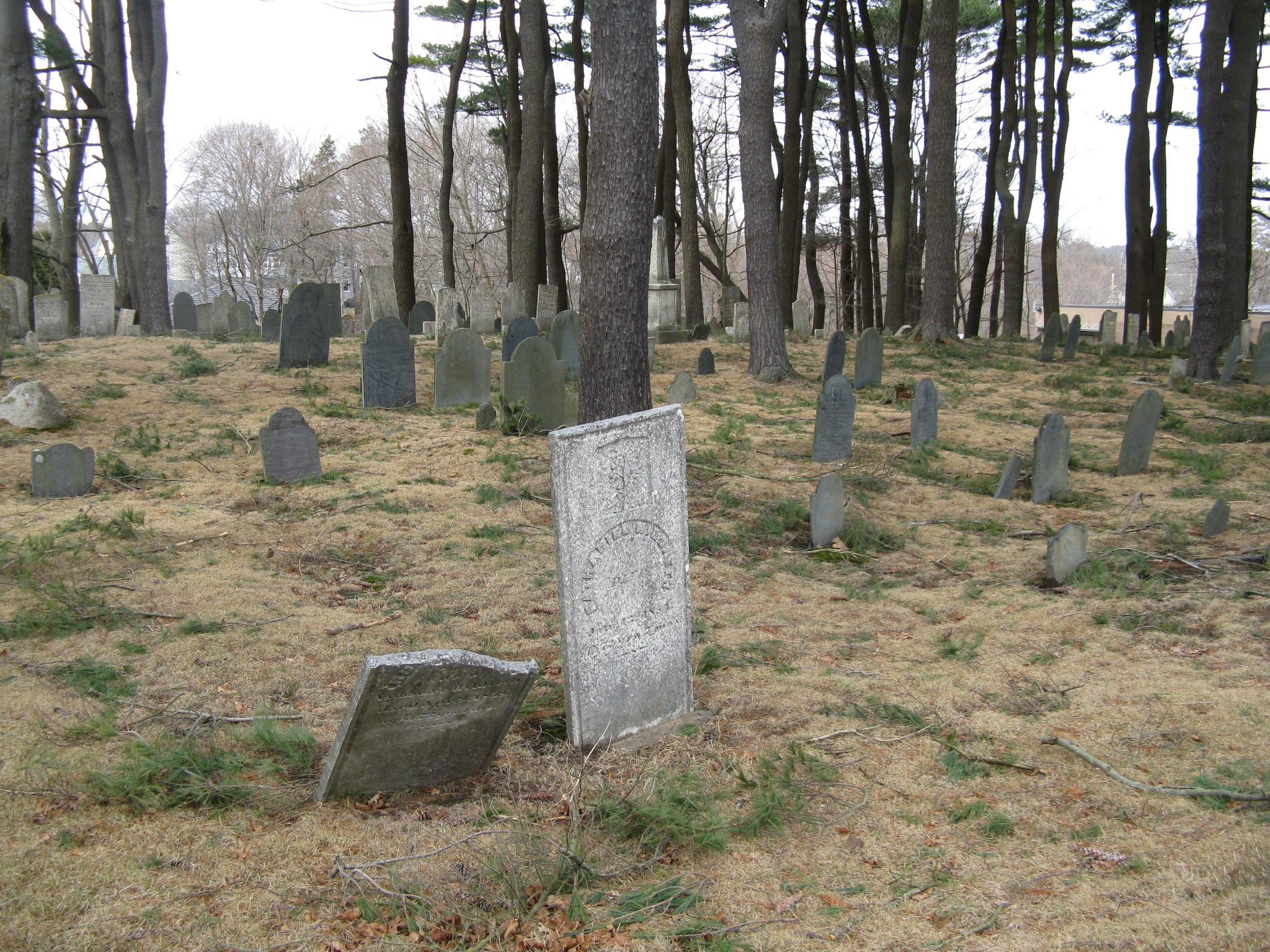

## أعلام
- جيسي روبنز
- فرانكلين هوبز
- سبراج جرايدين
- إليزابيث بورتر قاولد
- ألبرت هال